# Нарвська операція (18-24 березня 1944)
Нарвська операція (18-24 березня 1944) — третій етап битви радянських військ Ленінградського фронту з німецькими військами армійської групи «Нарва» та естонськими добровольцями за оволодіння стратегічно важливим Нарвським перешийком. Складова частина багатомісячної битви за Нарву.

## Загальні дані
Зосередивши нові сили на плацдармі південніше Нарви, радянські війська здійснили чергову спробу прорватися з півдня до невеликого естонського містечка на узбережжі Нарвської затоки — Сілламяе і, таким чином, оточити основні сили армійської групи «Нарва». 18 березня 1944 року 6 стрілецьких дивізій, посилених танками та артилерією, зі складу 109-го стрілецького корпусу та частини прибулого 6-го корпусу, після проведення потужної артилерійської та авіаційної підготовки, розпочали наступ на позиції 61-ї німецької піхотної дивізії. Протягом тижня тривали запеклі бої, однак незважаючи на деякі успіхи в прориві оборони військ Вермахту, радянським військам не вдалося виконати отримане завдання та «зрізати» нарвський виступ на цій ділянці фронту. Зазнавши серйозних втрат у живій силі та техніці, війська 59-ї армії зупинилися на захоплених позиціях.
До 26 березня штурмова група бригадефюрера Гіацинта фон Штрахвітца раптовою атакою ліквідувала західний край захопленого радянськими військами плацдарму поблизу Крівасоо, а до 6 квітня знищила його східний край. Бої між радянськими військами та супротивником тривали аж до кінця квітня 1944 року. Однак, поступово напруга боїв затихла і сторони перейшли до оборони. Відносна тиша на передовій тривала до липня 1944, коли війська Ленінградського фронту здійснили чергову спробу прорвати німецькі укріплення лінії Вотан.